# Movimiento indígena
El movimiento indígena o movimientos indígenas es el nombre que se le da a las organizaciones y movimientos sociales de América Latina que reivindican la identidad indígena en el marco de acciones políticas específicas para exigir cambios sociales. El movimiento indígena no es un movimiento unificado y varía en cada país de la región, pero en general los distintos movimientos comparten el rechazo al colonialismo, incluyendo a sus expresiones modernas, el fin de la asimilación política y cultural, y el reconocimiento de la autonomía política y territorial. Los pueblos indígenas siempre se han caracterizado por un arraigo a sus territorios ancestrales. Ellos consideran dicho vínculo, junto con su identidad étnica y su capacidad para el manejo de sus recursos naturales, como la base para la continuidad de su existencia.
El movimiento indígena surge como respuesta a las políticas llevadas en América Latina desde la época de la colonia, que generaron distintos procesos de opresión, marginación y exclusión hacia los pueblos indígenas. Como resultados de estos procesos, los pueblos indígenas enfrentaron la enajenación de sus tierras y la destrucción de sus recursos naturales, y en muchos casos de sus modos de vida y de sus culturas. La reivindicación de su identidad indígena supone en muchos casos una confrontación directa con los estados nacionales, quienes los consideran una amenaza para la seguridad interna.
En muchos casos, el movimiento indígena se superpone con el movimiento campesino. Sin embargo, deben ser identificados como movimientos políticos separados, en la medida en que la asimilación de «indígena» con «campesino» fue un proceso de invisibilización de la identidad indígena que tuvo lugar entre las décadas de los '40 y '50 en América Latina.

## Antecedentes
Los pueblos originarios de América Latina viven en todas partes de la región. Según apuntan las estadísticas de la UNESCO, los pueblos originarios "ocupan o utilizan aproximadamente el 22 % del territorio planetario" y así cuentan con "entre 370 y 500 millones de personas y representan la mayor parte de la diversidad cultural del mundo, ya que han creado y hablan la mayoría de las casi 7.000 lenguas del mundo." Sin embargo, después de la llegada de los europeos en el siglo XV y la ocupación colonial a lo largo de los siglos XVI-XVIII, la mayoría de los indígenas fueron subyugados al control de la élite criolla. A lo largo de la historia latinoamericana los pueblos indígenas han sufrido muchas injusticias a causa de tales gobiernos coloniales y sistemas imperialistas. Debida a esta historia de opresión y marginalización, desde la época colonial la resistencia indígena ha tenido una fuerte presencia en América Latina. En los años recientes, especialmente frente al aumento de la globalización, los movimientos indígenas en América Latina han aumentado rápidamente.
Los activismos (movimientos) indígenas se basan en la relación de los pueblos indígenas con sus territorios, junto con la cual también se encuentra la lucha por sus derechos a la autodeterminación. Esta relación también ha servido de base para un estudio llevado a cabo por la Organización de las Naciones Unidas (ONU), en el cual se identificó el arraigo de la tierra como el principal componente de la identidad indígena. En este contexto, en 2007 las Naciones Unidas emitieron la Declaración sobre los derechos de los pueblos indígenas, un documento fundamental que afirma el derecho de la autodeterminación de los indígenas y refuerza a su vez la importancia de la autonomía de los pueblos originarios. Asimismo, establece normas para la supervivencia, la dignidad, el bienestar y los derechos de los pueblos indígenas. Luego, en 2016 la Organización de Estados Americanos emitió su propia Declaración de los derechos de los pueblos indígenas, que también resalta la importancia de la autodeterminación, los derechos humanos y la igualdad social. Estas legislaciones son importantes porque amplifican el trabajo de varias organizaciones indígenas que fomentan la protección de los derechos humanos, el medio ambiente, y la soberanía indígena sobre las tierras ancestrales, el idioma y la cultura.

## Historia

### Periodo colonial
Los movimientos indígenas tienen una larga historia en América Latina. Aun en el siglo XV, en los primeros encuentros con Cristóbal Colón, los taínos resistieron a los conquistadores europeos en diversas maneras. Según apuntan varios historiadores, el pensamiento decolonial tiene sus orígenes en la resistencia indígena de la época colonial, debido a que los pueblos indígenas siempre se han caracterizado por un arraigo a sus territorios ancestrales que, junto con su identidad étnica y su capacidad para el manejo de sus recursos naturales, lo consideran como la base para la continuidad de su existencia. Los pueblos indígenas continuaban la lucha para preservar los derechos humanos a lo largo de la época colonial. Durante las revoluciones de independencia y hasta el presente el activismo indígena tiene una notable presencia en la región. Estos movimientos suelen ser complejos debido la así llamada "multidimensionalidad" de los sistemas sociales, una realidad histórica que indica el legado del imperialismo en América Latina.
Especialmente en las regiones con grandes poblaciones indígenas, había una relación negativa entre el nivel de la influencia colonial y el desarrollo social, porque el colonialismo europeo creó varias instituciones que previnieron el desarrollo de los pueblos originarios. Aún hoy en día, los legados del colonialismo tienen una influencia notable en las culturas e identidades indígenas de América Latina.
Los españoles y los portugueses colonizaron diversas regiones de América Latina. A pesar de sus diferencias los imperios ibéricos compartieron las metas de evangelizar a los indígenas y educarlos conforme las normas europeas. La idea de la inferioridad de los indígenas formó la base de las prácticas del colonialismo europeo. Sin embargo, aunque los españoles y los portugueses tuvieron ideas similares, el colonialismo portugués fue caracterizado como un sistema mercantil, mientras que la conquista (que no colonialismo) del imperio español fue mucho más un sistema de aceptación de la población originaria como súbditos de la Corona; entonces algunos historiadores afirman que el sistema español tuvo efectos manifiestamente más beneficiosos para los pueblos indígenas.

### Época de independencia
En 1823, ya en pleno momento revolucionario en muchas partes de América Latina, se formalizó la Doctrina Monroe, la cual doctrina afirmó la posición del gobierno estadounidense contra el colonialismo europeo. El acuerdo dio lugar al imperialismo americano, pues éste efectivamente reemplazó a las fuerzas imperiales de Europa en los asuntos políticos del hemisferio. Tras la señalada doctrina, a finales del siglo XIX y a lo largo del siglo XX, muchos países latinoamericanos sufrieron interferencia política realizada por parte de los Estados Unidos y otros países. En muchos casos, el gobierno estadounidense apoyó dictaduras militares y gobiernos autoritarios que violaban los derechos humanos de los campesinos y los pueblos indígenas. El imperialismo estadounidense también puso freno a los movimientos indígenas. Hasta casi la década de los 80, estas dictaduras imposibilitaban la organización oficial de los pueblos originarios. Con el resurgimiento de gobiernos democráticos en el siglo XXI, los movimientos indígenas también han vueltos.

## Movimientos contemporáneos

### Movimientos educativos
El activismo contemporáneo toma varias formas dinámicas a lo largo del continente americano. Hay varios movimientos educativos que precisan la historia del activismo indígena y su rol en la política contemporánea. Por ejemplo, 500 años de resistencia indígena y popular fue una campaña continental en que se unieron cinco regiones de las Américas para reflexionar sobre la historia de los movimientos indígenas y así afirmar una solidaridad internacional contra la injusticia. La campaña trata de narrar una historia completa del activismo indígena en América Latina para que los actuales pueblos originarios sigan emprendiendo en la lucha contra el colonialismo y el neocolonialismo.

### Movimientos de base
También hay diversos movimientos de base que promueven los intereses locales de comunidades particulares. Entre estos movimientos se señala la Coordinadora de las Organizaciones Indígenas de la Cuenca Amazónica (COICA), el Consejo Indio de Sudamérica (CISA), y la Liga Maya Internacional.

### Movimientos nacionales
Finalmente, casi todos los países de América Latina y el Caribe cuentan con sus propias organizaciones de pueblos originarios. Estos movimientos se enfocan en las necesidades particulares de los pueblos indígenas.

#### El Salvador
Los indígenas salvadoreños han luchado contra la marginación por siglos. Por mucho tiempo, se armonizaron con la población mestiza y entonces se asimilaron a este sector demográfico sin dar prioridad a sus tradiciones o a las lenguas nativas. Los indígenas solamente recibieron reconocimiento constitucional en El Salvador en 2014. A causa de la gran pobreza y este reconocimiento tarde, los derechos humanos de los indígenas en El Salvador son precarios. Tienen que luchar por sus derechos dentro del sistema judicial porque el sistema no reconoce a los pueblos indígenas. También luchan por el derecho de practicar formas de la medicina tradicional. En años recientes, varios movimientos han buscado revitalizar y reclamar más de las tradiciones y lenguas nativas.

#### Guatemala
La mayoría de países latinoamericanos ha establecido partidos indígenas dentro de sus sistemas políticos, pero esto no ha pasado fácilmente en Guatemala, a pesar de ser, detrás de Bolivia, el segundo país de América Latina con mayor porcentaje de pueblos indígenas. Los indígenas guatemaltecos tienen mucha representación dentro de los gobiernos municipales, pero todavía tienen dificultades de ganar posiciones dentro del gobierno nacional a causa de una larga historia de represión política y la estructura social de la sociedad. Esta falta de representación política está relacionada con la desigualdad de oportunidades económicas y sociales para la gente indígena. Hay una falta de acceso a recursos como la electricidad para muchos indígenas, y estas desigualdades son precisamente las que motivan varios movimientos indígenas en Guatemala.

#### Perú
Por muchos años, los movimientos indígenas del Perú no recibieron atención nacional ni global. A pesar del activismo por varios líderes indígenas, se ha dicho que no hay movimientos indígenas en Perú, pero esto no es la verdad. Las leyes clasistas de la década de 1960 y también la Constitución de 1993 removieron muchos derechos indígenas para que el gobierno pudiera dominar tierras indígenas y extraer recursos naturales. Hoy en día, muchos de los movimientos indígenas del Perú tienen que ver con la protección de estas tierras ancestrales y el medio ambiente. Varios grupos indígenas han empezado procesos legales para tomar control de sus tierras otra vez y así prevenir la explotación de estos recursos naturales.